# Список малых базилик Индии
Список малых базилик Индии представляет собой список католических храмов Республики Индия, удостоенных титула малой базилики. Этот почётный титул присваивается Святым Престолом в ознаменование древности храма, его исторической важности и/или большой значимости как паломнического центра.
Индия является страной с наибольшим количеством Малых базилик в Азии. Из общего списка индийских католических храмов, обладавших к началу 2013 года титулом Малой базилики, 17 относятся к Римско-католической церкви, 3 относятся к Сиро-малабарской католической церкви и 1 — к Сиро-маланкарской католической церкви.
| №  | Место нахождения                   | Название базилики                                                                                     | Время основания | Дата присвоения титула | Фото | Церковь / Диоцез                                                         |
| -- | ---------------------------------- | --- | --------------- | ---------------------- | ---- | ------------------------------------------------------------------------ |
| 1  | Старый Гоа, Гоа                    | Базилика Бон-Жезуш (порт. Basílica do Bom Jesus)                                                      | 1594 год        | 11.01.1946             |      | Римско-католическая церковь / Архидиоцез Гоа и Дамана                    |
| 2  | Мумбаи, Махараштра                 | Базилика Богоматери Горной (Маунт Мэри) (англ. Basilica of Our Lady of the Mount (Mount Mary Church)) | 1760 год        | 04.10.1954             |      | Римско-католическая церковь / Архидиоцез Бомбея                          |
| 3  | Ченнаи, Тамилнад                   | Базилика Святого Фомы (порт. Basílica de São Tomé)                                                    | 1522 год        | 16.03.1956             |      | Римско-католическая церковь / Архидиоцез Мадраса и Мелапора              |
| 4  | Сардхана, Мератх, Уттар-Прадеш     | Базилика Богоматери Милостей (англ. Basilica of Our Lady of Graces)                                   | 1809/22 год     | 13.12.1961             |      | Римско-католическая церковь / Диоцез Мератха                             |
| 5  | Веланканни, Нагапаттинам, Тамилнад | Базилика Богоматери Доброго Здравия (англ. Basilica of Our Lady of Good Health)                       | 1771 год        | 03.11.1962             |      | Римско-католическая церковь / Диоцез Танджора                            |
| 6  | Бангалор, Карнатака                | Базилика Святой Марии (англ. St. Mary's Basilica)                                                     | 1803 год        | 02.09.1973             |      | Римско-католическая церковь / Архидиоцез Бангалора                       |
| 7  | Коччи, Керала                      | Кафедральная базилика Святой Марии (англ. St. Mary's Cathedral Basilica)                              | 1112 год        | 20.03.1974             |      | Сиро-малабарская католическая церковь / Архиепархия Эрнакулам — Ангамали |
| 8  | Тутикорин, Тамилнад                | Базилика Богоматери Снегов (англ. Our Lady of Snows Basilica)                                         | XVI век         | 30.07.1982             |      | Римско-католическая церковь / Диоцез Тутикорина                          |
| 9  | Коччи, Керала                      | Кафедральная базилика Святого Креста (англ. Santa Cruz Cathedral Basilica)                            | 1505 год        | 23.08.1984             |      | Римско-католическая церковь / Диоцез Кочина                              |
| 10 | Бандел, Хугли, Западная Бенгалия   | Базилика Богоматери Розария (англ. Basilica of Our Lady of the Rosary)                                | 1599 год        | 25.11.1988             |      | Римско-католическая церковь / Архидиоцез Калькутты                       |
| 11 | Триссур, Керала                    | Базилика Богоматери Скорбей (англ. Our Lady of Dolours Basilica)                                      | 1929 год        | 25.04.1992             |      | Сиро-малабарская католическая церковь / Архиепархия Триссура             |
| 12 | Пунди, Ариялур, Тамилнад           | Базилика Богоматери Лурдской (англ. Basilica of Our Lady of Lourdes)                                  | 1714 год        | 03.08.1999             |      | Римско-католическая церковь / Диоцез Кумбаконама                         |
| 13 | Ранчи, Джаркханд                   | Базилика Божественного Материнства Богоматери (англ. Basilica of the Divine Motherhood of Our Lady)   | 1903 год        | 30.11.2004             |      | Римско-католическая церковь / Архидиоцез Ранчи                           |
| 14 | Коччи, Керала                      | Базилика Богоматери Искупления (англ. Basilica of Our Lady of Ransom)                                 | 1524 год        | 01.12.2004             |      | Римско-католическая церковь / Архидиоцез Вераполи                        |
| 15 | Тируччираппалли, Тамилнад          | Базилика Святого Спасителя (англ. Basilica of the Holy Redeemer)                                      | 1846 год        | 12.10.2006             |      | Римско-католическая церковь / Диоцез Тируччираппалли                     |
| 16 | Тируванантапурам, Керала           | Базилика Святой Марии Царицы Мира (англ. St. Mary, Queen of Peace Basilica)                           | 1933 год        | 13.10.2008             |      | Сиро-маланкарская католическая церковь / Архиепархия Тривандрума         |
| 17 | Секундерабад, Андхра-Прадеш        | Базилика Богоматери Успения (англ. Basilica of Our Lady of the Assumption)                            | 1847 год        | 07.11.2008             |      | Римско-католическая церковь / Архидиоцез Хайдарабада                     |
| 18 | Ангамали, Керала                   | Базилика Святого Георгия (англ. St. George Basilica)                                                  | 1997 год        | 24.06.2009             |      | Сиро-малабарская католическая церковь / Архиепархия Эрнакулам — Ангамали |
| 19 | Аллеппи, Керала                    | Базилика Святого Андрея (англ. St. Andrew's Basilica)                                                 | XVI век         | 09.07.2010             |      | Римско-католическая церковь / Диоцез Аллеппи                             |
| 20 | Пудучерри, СТ Пудучерри            | Базилика Святого Сердца Иисуса (англ. Basilica of the Sacred Heart of Jesus)                          | 1895 год        | 24.06.2011             |      | Римско-католическая церковь / Архидиоцез Пудучерри и Куддалора           |
| 21 | Паллиппурам, Керала                | Базилика Богоматери Снежной (англ. Basilica of Our Lady of Snow)                                      | 1503 год        | 27.08.2012             |      | Римско-католическая церковь / Диоцез Коттапурама                         |